# Drosophila bhagamandalensis
Drosophila bhagamandalensis este o specie de muște din genul Drosophila, familia Drosophilidae, descrisă de Muniyappa, Reddy și Krishnamurthy în anul 1981. Conform Catalogue of Life specia Drosophila bhagamandalensis nu are subspecii cunoscute.